# Affaire Nichols
Pour les articles homonymes, voir Nichols.
 (janvier 2014).
L'affaire Nichols, du nom du Consul honoraire James Leander Nichols (1931-1996) est un cas de violation grave des droits de l'homme commis par la Birmanie en 1996, qui a eu un impact politique important dans les relations de ce pays avec la communauté internationale. Cette mesure d'intimidation menée contre Aung San Suu Kyi a fortement contribué à déclencher des sanctions économiques[réf. nécessaire]. 
Le personnage apparaît dans le film de Luc Besson The Lady, sans pourtant qu'il y soit question de sa fin tragique. 

## James Leander Nichols
Né à Rangoun en 1931, James Leander Nichols, surnommé "Uncle Leo", est un birman d'origine britannique, avec une ascendance grecque, qui exerce depuis la fin des années 1960 la fonction de consul honoraire du Danemark, de Finlande, de Norvège et de Suisse et la profession d'homme d'affaires. C'est un défenseur de la démocratie et un ami proche de la leader Aung San Suu Kyi[réf. nécessaire]. 
Lorsque Aung San Suu Kyi rentre en Birmanie à l'été 1988 pour prendre soin de sa mère mourante, elle retrouve Nichols, vieil ami de sa famille. Nichols se rapproche d'Aung San Suu Kyi après le 10 juillet 1995, lorsqu'elle est privée de son élection (85 % des suffrages) par la junte militaire au pouvoir. Sans être un pur militant, Nichols admire son combat politique et entretient une relation étroite avec celle qu'il désigne comme sa « fille ». Nichols sert d'homme de confiance, d'homme de liaison et de "boîte aux lettres" pour Aung San Suu Kyi[réf. nécessaire]. 
En mars 1996, Nichols se rend à Bangkok pour y subir une intervention médicale aux yeux. Le 5 avril 1996, jour du vendredi saint, alors que ce catholique s'apprêtait à célébrer Pâques chez lui de retour à Rangoun, il est arrêté en fin d'après-midi et emmené dans la prison d'Insein. Sa sortie aisée de Birmanie indiquait que le régime n'avait rien décidé contre lui et son retour montrait qu'il n'avait aucune crainte particulière. Son arrestation, arbitraire, semble avoir été décidée dans la précipitation[réf. nécessaire]. 
Dès l'annonce de son arrestation et de sa détention, les quatre ambassadeurs des États dont Nichols représente les intérêts se rendent à Rangoun pour une démarche conjointe, notamment pour demander que l'on tienne compte de son âge et de son état de santé. Ils ne sont pas reçus, les autorités considérant qu'il s'agit d'une affaire intérieure[réf. nécessaire]. 
Le 17 mai 1996, Nichols est condamné à trois ans de prison. À travers cette condamnation motivée politiquement, la junte cherche à intimider Aung San Suu Kyi[réf. nécessaire]. 
Le 23 juin 1996, Nichols meurt en détention. Les conditions dans la prison d'Insein ont la pire des réputations : tortures, mauvais traitements, violences. Les causes du décès n'ont pas été communiquées et l'enterrement a été organisé à la sauvette, le même jour, le régime ayant averti les proches au dernier moment (non sans filmer les participants aux obsèques dans une petite église proche de la prison d'Insein)[réf. nécessaire].  

## Conséquences politiques et diplomatiques
Le 28 juin 1996, renouvelant la démarche faite après l'arrestation, les quatre Ambassadeurs viennent de Bangkok à Rangoon, porteurs d'une demande formelle d'un rapport médical complet, avec une autopsie que devrait pratiquer un expert international. 
La réponse de la Birmanie est un démenti formel et un refus (« Myanmar ... rejects the request to send an internationally renowned forensic expert to Myanmar to investigate the matter. There exists no reason whatsoever to consider such a request »). Le 28 octobre 1996, le Conseil de l'Union européenne a encore renouvelé cette demande d'une enquête indépendante.
D'autres démarches suivent, y compris l'envoi de notes de protestation et la décision danoise de demander des sanctions commerciales de l'Union européenne contre la Birmanie. De telles sanctions seront effectivement prises par l'UE, les États-Unis d'Amérique, la Suisse et d'autres États ; l'affaire Nichols aura joué un rôle déclencheur[réf. nécessaire]. En 2012, la levée progressive de ces sanctions a été demandée par certains de ces États. 